# 꽃으로도 때리지 말라
《꽃으로도 때리지 말라》는 출판사 '오래된 미래'에서 2004년에 펴낸 책이다.
배우 김혜자가, 아프리카에서 봉사 활동을 하면서 '겪고 느낀 점을 주제'로 쓴 책으로, '소말리아, 에티오피아 등지'에서 '고통받는 사람들에 대한 이야기'가 적혀 있다.
지나치게 굶주린 나머지 뼈만 앙상하게 남아있거나, 분쟁과 에이즈 등으로 고통받는 이들이 중심 내용이며, 곳곳에 참혹한 현장의 사진을 넣어, 그들을 '도와줄 것을 호소'하고 있다.
‘슬프다’, ‘감동적이다’라는 평이 많으며, 한국판 《토토의 눈물》이라는 평가도 있다.